# Mundlauga
Mundlauga är en kulle i Antarktis. Den ligger i Östantarktis. Norge gör anspråk på området. Toppen på Mundlauga är 2 455 meter över havet, eller 521 meter över den omgivande terrängen. Bredden vid basen är 6,6 km.
Terrängen runt Mundlauga är platt åt sydväst, men åt nordost är den kuperad. Trakten är obefolkad. Det finns inga samhällen i närheten. 